# Georg Molenar
Georg Molenar, geboren als Georg Müller (* 22. Februar 1864 in Breslau, Königreich Preußen; † 2. Dezember 1924 in Bad Warmbrunn, Deutsches Reich), war ein deutscher Theaterschauspieler mit wenigen Ausflügen zum frühen Stummfilm.

## Leben und Wirken
Der schlesische Kaufmannssohn Georg Müller hatte zunächst kurzzeitig Jura studiert, ehe er sich von Wilhelm Hellmuth-Braem künstlerisch ausbilden ließ und sich mit 19 Jahren dem Theater zuwandte. Nach seinem Debüt an der Bühne von Putbus folgten jeweils einjährige Verpflichtungen an die Spielstätten von Köthen und Zittau. 1886 kehrte Müller, der sich den Künstlernamen Molenar zugelegt hatte, in seine Vaterstadt Breslau zurück, um einer Verpflichtung an das dortige Stadttheater nachzukommen. Nach einem Zwischenstopp in Dresden 1888 fand sich Georg Molenar schließlich 1890 in Berlin ein, wo er am dortigen Lessingtheater mit der kleinen Rolle eines Redakteurs in Ibsens Ein Volksfeind sein wenig bemerkenswertes, hauptstädtisches Debüt gab. 1893 wechselte er an das dortige Hoftheater. In der Folgezeit reüssierte der Künstler dort vor allem mit Rollen heroischer und tragischer Charaktere in klassischen Stücken.
Anlässlich der Schiller-Festspiele in Düsseldorf, wo er unter anderem den Wallenstein gab, hieß es 1900 in einer Beurteilung durch Johann von Wildenrath in der Fachpublikation Bühne und Welt: „Mit diesem Künstler trat uns eine scharf umrissene Persönlichkeit entgegen, welche Publikum und Kritik in gleichem Maße interessierte. (…) Die kraftvolle Gestalt, der sonore Klang des dunkel gefärbten Organs, die Großzügigkeit in Haltung und Gebärden, die Kunst der Rede — das sind Vorzüge, gegen welche einzelne Mängel kaum ins Gewicht fallen“. Andere Kritiker lobten Molenars Temperament und seine Interpretation von Herrscher- und Militärpersönlichkeiten wie den großen Kurfürsten und den „alten Dessauer“ (Fürst Leopold I.). Als seine größte darstellerische Leistung werteten jedoch die Zeitgenossen seine Interpretation des Finsterlings Hagen von Tronje in Friedrich Hebbels Nibelungen. Weitere überlebensgroße Bühnencharaktere, die Molenar auf der Bühne mit Leben erfüllte, waren der Cäsar-Mörder Brutus, der antinapoleonische Freiheitskämpfer und Preußen-General Yorck und der König Lear in Shakespeares gleichnamigem, wuchtigen Schauspiel.
Im 20. Jahrhundert reüssierte der gebürtige Breslauer Molenar am Königlichen Schauspielhaus Berlin, wo der mittlerweile zum königl. preußischen Hofschauspieler ernannte Mime auch Regie führen durfte und mit dessen Ensemble Molenar auch auf Gastspielreisen ging, zum Beispiel mit Calderons Die Geheimnisse der heiligen Messe (1912). Unmittelbar darauf, kurz vor Ausbruch des Ersten Weltkriegs, trat Georg Molenar auch mindestens zweimal vor die Stummfilmkamera. Am ehesten ist hier sein Gendarm Möbius in Stellan Ryes gleichnamigem Sozialdrama in Erinnerung geblieben. Am Theater war Georg Molenar zu dieser Zeit nur noch als gastierender Künstler unterwegs. Zuletzt, nach dem Krieg, blieb der kranke Künstler beschäftigungslos und lebte im schlesischen Bad Warmbrunn in bitterster Armut, sodass sich seine früheren Kollegen Max Pohl und Albert Patry genötigt sahen, im Frühjahr 1923 in der Zeitung einen Spendenaufruf zu starten. Im darauffolgenden Jahr später starb Georg Molenar / Müller, gerade erst 60 Jahre alt.

## Filmografie (komplett)
- 1913: Die zweite Mutter
- 1913: Gendarm Möbius
- 1915: Musketier Kaczmarek (Mitwirkung unsicher)